# Отто, Ханс

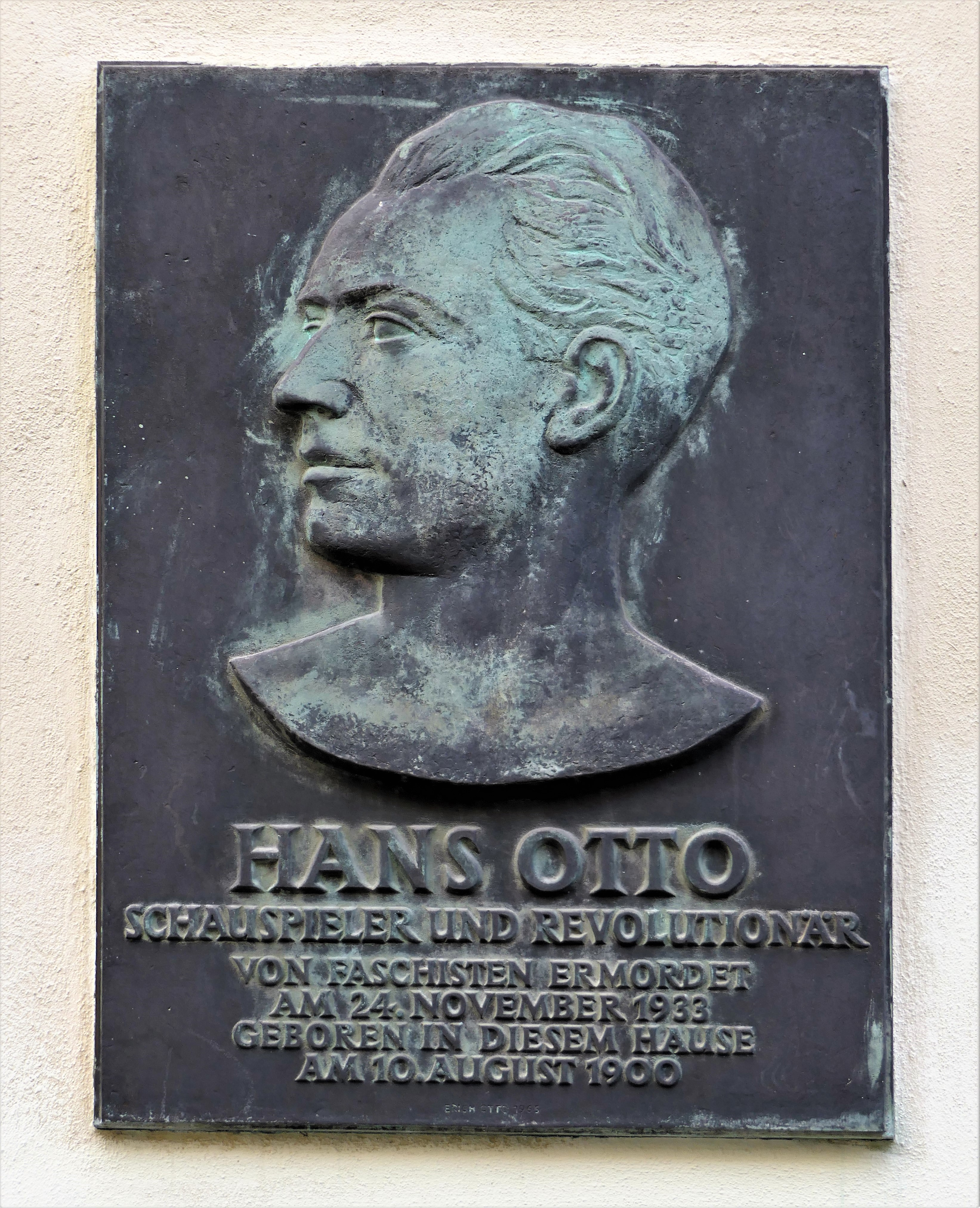
Мемориальная доска Хансу Отто на доме, где он родился в Дрездене

Ханс Отто (нем. Hans Otto; 10 августа 1900, Дрезден — 24 ноября 1933, Берлин) — немецкий актёр театра и кино. Одна из первых жертв, павших от рук штурмовых отрядов Гитлеровского режима.

## Биография

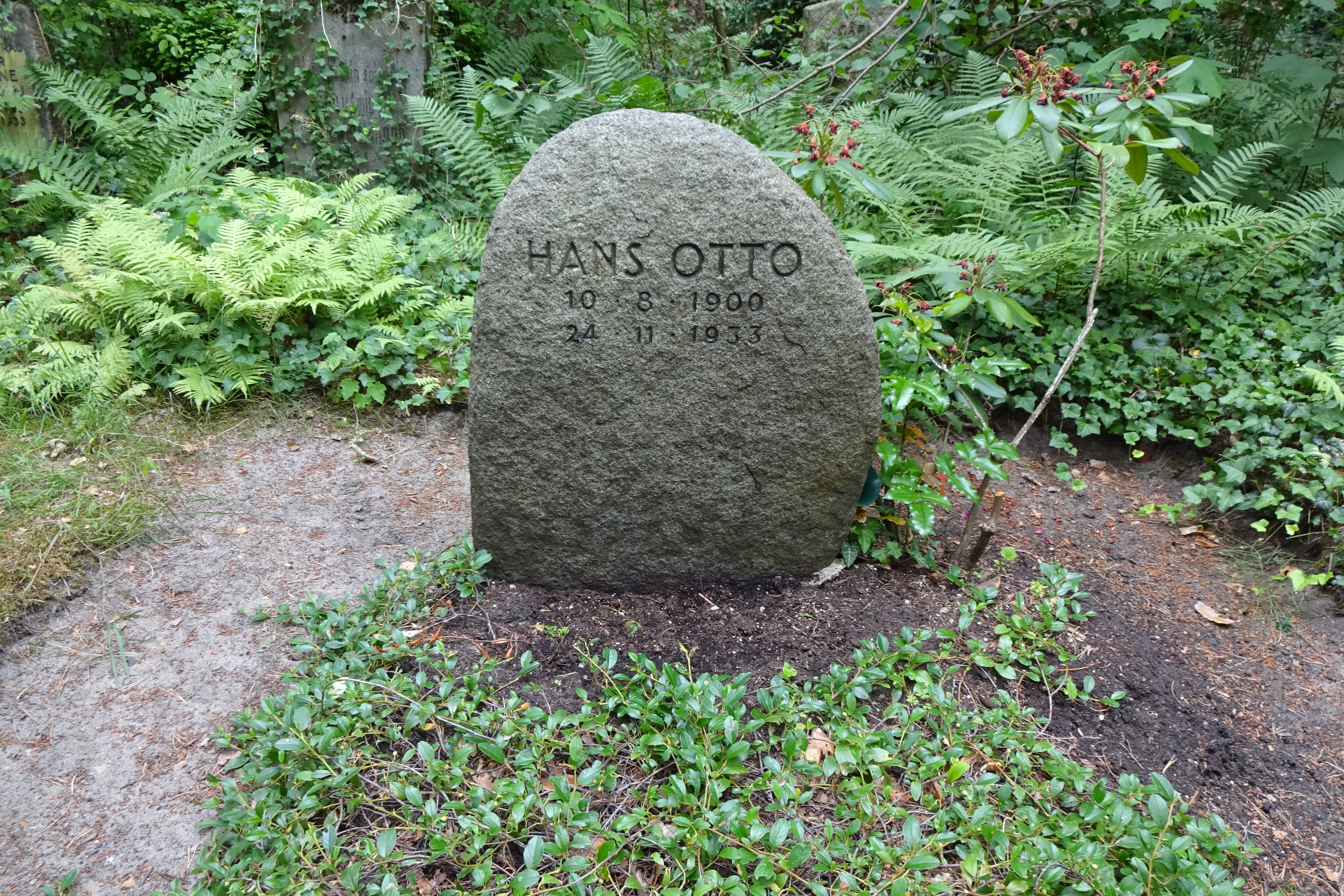
Могила Ханса Отто

Старший из пяти сыновей в семье чиновника. С июня по декабрь 1918 года Ханс Отто был на военной службе, но в Первой мировой войне участия не принимал. В 1919 году брал уроки сценического искусства и пения.
В 1920-х годах стал членом Коммунистической партии Германии.
Дебютировал на театральной сцене во Франкфурте-на-Майне в 1921 году в роли Фердинанда («Коварство и любовь» Фридриха Шиллера). В 1925 и 1927—1929 годах выступал в гамбургском театре «Каммершпиле».
Известность получил как исполнитель трагедийных и лирико-героических ролей в классическом репертуаре — Макс Пикколомини («Валленштейн» Фридриха Шиллера), маркиз Поза («Дон Карлос» его же), «Войцек» (Г. Бюхнера), принц Фридрих Гомбургский (в одноимённой пьесе Г. фон Клейста).
Одной из крупнейших работ Х. Отто была роль Эгмонта в трагедии «Эгмонт» Гёте. Выступал в характерных ролях: Эдуард II («Жизнь Эдуарда II» Б. Брехта и Л. Фейхтвангера), Амфитрион (Клейста).
Большим поклонников его таланта был Б. Брехт.
В 1929 году работал в «Театр ам Штреземанштрасе» (Берлин), в 1930 — в «Штаатстеатер» (Берлин).
Одновременно вёл большую работу в профсоюзе немецких сценических деятелей.
В начале 1930-х годов после установления в Германии гитлеровской диктатуры был уволен из театра. Организовывал нелегальные театральные рабочие коллективы, писал антифашистские листовки, обращённые к деятелям искусства, был арестован гестапо и погиб.
В 1947 году в ГДР была установлена ежегодная стипендия им. Х. Отто, которая присуждалась представителям творческой молодёжи во всех областях искусств.